# 范奈兹
范奈兹（英語：Van Nuys，/vænˈnaɪz/）是美国加利福尼亚州洛杉矶中部圣费尔南多谷地区的一个街区，是圣费尔南多谷人口最多的街区。范奈兹机场和圣费尔南多谷市政大楼均位于此地。

## 地名
范奈斯镇于1911年建立，以该镇开发者——荷兰裔牧场主、企业家艾萨克·牛顿·范奈兹的名字命名。其姓氏“Van Nuys”意为“来自Nuys”，Nuys即荷兰格罗宁根省村庄Nuis。